# Nudaurelia lutea
Nudaurelia lutea is een vlinder uit de familie nachtpauwogen (Saturniidae), onderfamilie Saturniinae.
De wetenschappelijke naam van de soort is voor het eerst geldig gepubliceerd door Bouvier in 1930.

## Andere combinaties
- Imbrasia lutea (Bouvier, 1930)